# Cabasa pulchella
Cabasa pulchella là một loài ruồi trong họ Asilidae. Cabasa pulchella được Macquart miêu tả năm 1846.